# Halové mistrovství Evropy v atletice 1973

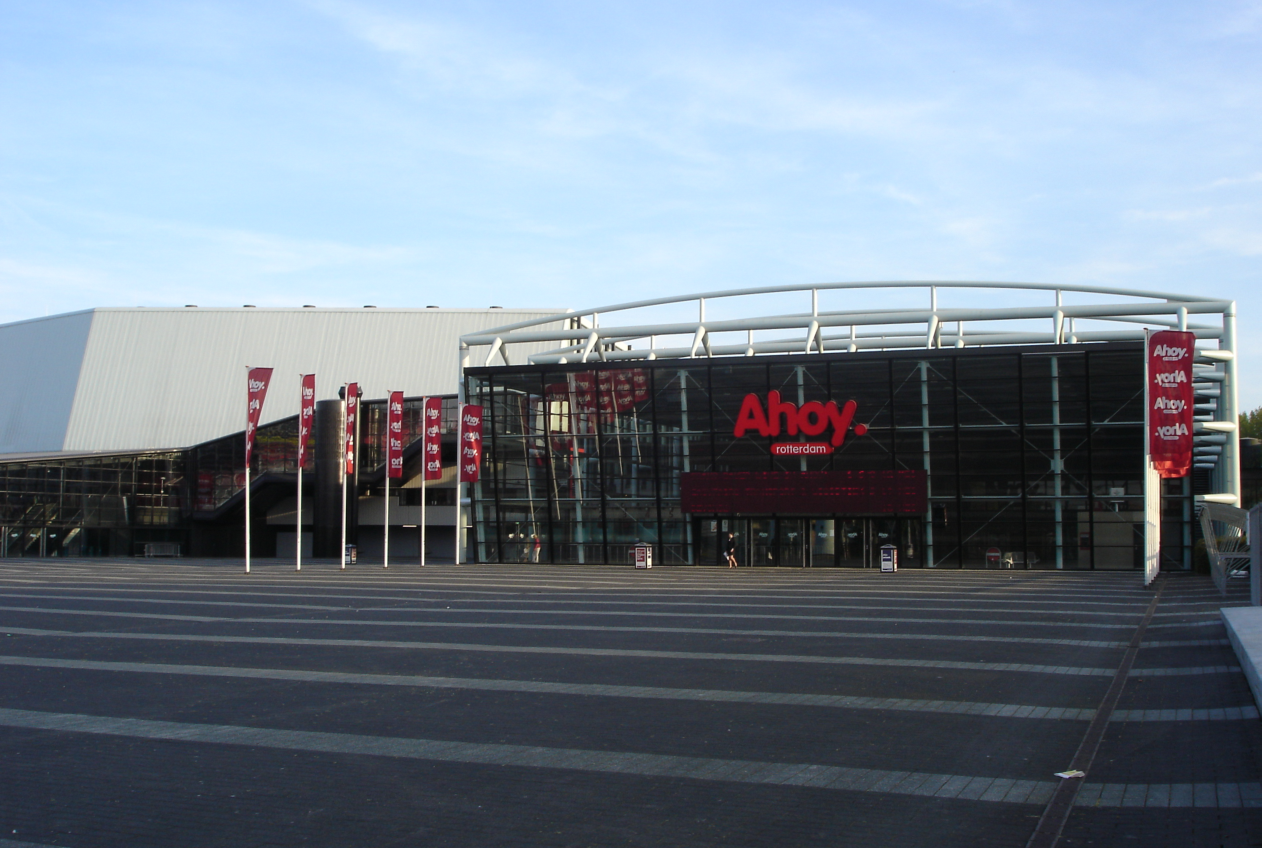
Hala Ahoy v Rotterdamu

4. Halové mistrovství Evropy v atletice se odehrávalo ve dnech 10. - 11. března 1973 v nizozemském Rotterdamu v hale Ahoy.
Na programu bylo dohromady 23 disciplín (13 mužských a 10 ženských).

## Medailisté

### Muži
| Soutěž        | Zlato                                                                                 | Stříbro                                                                     | Bronz                                                                       |
| ------------- | ------------------------------------------------------------------------------------- | --------------------------------------------------------------------------- | --------------------------------------------------------------------------- |
| 60 m          | Zenon Nowosz 6,64                                                                     | Manfred Kokot 6,66                                                          | Raimo Vilén 6,71                                                            |
| 400 m         | Luciano Sušanj 46,38                                                                  | Benno Stops 47,31                                                           | Dariusz Podobas 47,40                                                       |
| 800 m         | Francis Gonzalez 1:49,17                                                              | Gerhard Stolle 1:49,32                                                      | Jozef Plachý 1:49,50                                                        |
| 1500 m        | Henryk Szordykowski 3:43,01                                                           | Herman Mignon 3:43,16                                                       | Klaus-Peter Justus 3:43,36                                                  |
| 3000 m        | Emiel Puttemans 7:44,51                                                               | Willy Polleunis 7:51,86                                                     | Pekka Päivärinta 7:52,97                                                    |
| 60 m př.      | Frank Siebeck 7,71                                                                    | Adam Galant 7,76                                                            | Thomas Munkelt 7,81                                                         |
| 4 x 360 m     | Francie 2:46,00 Lucien Sainte Rose Patrick Salvador Francis Kerbiriou Lionel Malingre | NSR 2:46,42 Falko Geiger Karl Honz Ulrich Reich Hermann Köhler              | nikdo                                                                       |
| 4 x 720 m     | NSR 6:21,58 Reinhold Soyka Josef Schmid Thomas Wessinghage Paul-Heinz Wellmann        | Československo 6:21,60 Ivan Kováč Józef Samborský Jozef Plachý Ján Sisovský | Polsko 6:26,95 Krzysztof Linkowski Leslaw Zajac Czeslaw Jursza Henryk Sapko |
| Skok do výšky | István Major 2,20 m                                                                   | Jiří Palkovský 2,20 m                                                       | Vassilios Papadimitriou 2,17 m                                              |
| Skok o tyči   | Renato Dionisi 5,40 m                                                                 | Hans-Jürgen Ziegler 5,35 m                                                  | Jean-Michel Bellot 5,30 m                                                   |
| Skok daleký   | Hans Baumgartner 7,85 m                                                               | Max Klauß 7,83 m                                                            | Grzegorz Cybulski 7,81m                                                     |
| Trojskok      | Carol Corbu 16,80 m                                                                   | Michał Joachimowski 16,75 m                                                 | Michail Bariban 16,38 m                                                     |
| Vrh koulí     | Jaroslav Brabec 20,29 m                                                               | Gerd Lochmann 20,12 m                                                       | Jaromír Vlk 19,68 m                                                         |

### Ženy
| Soutěž        | Zlato                                                                                  | Stříbro                                                                                    | Bronz                                                                                      |
| ------------- | -------------------------------------------------------------------------------------- | ------------------------------------------------------------------------------------------ | ------------------------------------------------------------------------------------------ |
| 60 m          | Annegret Richterová 7,27                                                               | Petra Vogtová 7,29                                                                         | Sylviane Telliezová 7,32                                                                   |
| 400 m         | Verona Bernardová 53,04                                                                | Waltraud Dietschová 53,35                                                                  | Renate Siebachová 53,49                                                                    |
| 800 m         | Stefka Jordanovová 2:02,65                                                             | Elfi Rostová 2:02,83                                                                       | Elżbieta Skowrońská 2:02,90                                                                |
| 1500 m        | Ellen Tittelová 4:16,17                                                                | Tonka Petrovová 4:17,20                                                                    | Iris Clausová 4:21,49                                                                      |
| 60 m př.      | Annelie Ehrhardtová 8,02                                                               | Valeria Bufanuová 8,02                                                                     | Teresa Nowaková 8,23                                                                       |
| 4 x 180 m     | NSR 1:24,15 Christiane Krauseová Annegret Richterová Ingeborg Heltenová Rita Wildenová | Rakousko 1:28,33 Brigitte Haestová Christa Kepplingerová Carmen Mahrová Karoline Käferová  | nikdo                                                                                      |
| 4 x 360 m     | NSR 3:10,85 Dagmar Jostová Erika Weinsteinová Annelie Wildenová Gisela Ellenbergerová  | Francie 3:11,20 Colette Bessonová Chantal Jouvhommeová Chantal Leclercová Nicole Duclosová | Polsko 3:11,65 Danuta Manowiecká Marta Skrzypinská Krystyna Kacperczyková Danuta Piecyková |
| Skok do výšky | Jordanka Blagoevová 1,92 m                                                             | Rita Gildemeisterová 1,86 m                                                                | Milada Karbanová 1,86 m                                                                    |
| Skok daleký   | Diana Jorgovová 6,45 m                                                                 | Jarmila Nygrýnová 6,30 m                                                                   | Mirosława Sarna 6,15 m                                                                     |
| Vrh koulí     | Helena Fibingerová 19,08 m                                                             | Ludwika Chewińská 18,29 m                                                                  | Antonina Ivanovová 18,25 m                                                                 |

## Medailové pořadí
| Umístění | Stát                       | Zlato | Stříbro | Bronz | Celkem |
| -------- | -------------------------- | ----- | ------- | ----- | ------ |
| 1.       | NSR                        | 6     | 2       | 0     | 8      |
| 2.       | Bulharská lidová republika | 3     | 1       | 0     | 4      |
| 3.       | NDR                        | 2     | 9       | 4     | 15     |
| 4.       | Polsko                     | 2     | 3       | 7     | 12     |
| 5.       | Československo             | 2     | 3       | 3     | 8      |
| 6.       | Francie                    | 2     | 1       | 2     | 5      |
| 7.       | Belgie                     | 1     | 2       | 0     | 3      |
| 8.       | Rumunsko                   | 1     | 1       | 0     | 2      |
| 9.       | Itálie                     | 1     | 0       | 0     | 1      |
| 9.       | Maďarsko                   | 1     | 0       | 0     | 1      |
| 9.       | SFR Jugoslávie             | 1     | 0       | 0     | 1      |
| 9.       | Velká Británie             | 1     | 0       | 0     | 1      |
| 13.      | Rakousko                   | 0     | 1       | 0     | 1      |
| 14.      | Finsko                     | 0     | 0       | 2     | 2      |
| 14.      | Sovětský svaz              | 0     | 0       | 2     | 2      |
| 16.      | Řecko                      | 0     | 0       | 1     | 1      |